# Маргаовит
Маргаовит (арм. Մարգահովիտ; до 25 января 1978 года — Гамзачиман или Амзачиман) — село в Лорийской области Армении.
Предположительное время основания — середина X века. Маргаовит находится на высоте 1760 м над уровнем моря. Зима суровая — длится 140—150 дней; лето прохладное с высокой влажностью. Население села на 2001 год составляло 4321 человек. В селе имеется Армянская апостольская церковь 1872 года основания. В селе действует средняя школа, детский сад, музыкальная школа.